# بيلي أنتوني
بيلي أنتوني (بالإنجليزية: Billie Anthony)‏ هي مغنية بريطانية، ولدت في 11 أكتوبر 1932 في غلاسكو في المملكة المتحدة، وتوفيت في 5 يناير 1991.

## وصلات خارجية
- بيلي أنتوني على موقع ميوزك برينز (الإنجليزية)
- بيلي أنتوني على موقع ديسكوغز (الإنجليزية)